# Teres II
Teres II (en grec antic Τήρης, 'Tērēs') era un rei odrisi de Tràcia a Maronea i el Quersonès, en temps de Filip II de Macedònia, amb el que en un principi estava aliat en contra dels atenencs.
A la mort de Cotis I (potser el 359 aC) el va succeir el seu fill Cersobleptes I que dominava sobre la costa de l'Euxí, però va esclatar una guerra civil probablement amb els seus germans Berisades (a la regió de l'Estrímon) i Amadocos II (a la regió de Maronea i al Quersonès), als que Cotis I havia cedit algunes parts del regne. Els atenencs van aprofitar les lluites per fer-se amos d'una part del Quersonès que finalment els fou reconegut el 357 aC. L'any 351 aC Teres II va succeir a Amadocos II.
Teres va trencar l'aliança amb el Regne de Macedònia i es va unir a l'altre rei odrisi de Tràcia, Cersobleptes II contra Filip II, però el rei macedoni el va derrotar juntament amb el seu aliat l'any 342. Filip II va ocupar Maronea i sembla que va annexionar el regne, que va desaparèixer. L'altre regne (a l'Estrímon) va convertir-se en vassall macedoni l'any 341 aC. En parla principalment Diodor de Sicília.